# Schwerwiegendes unerwünschtes Ereignis
Ein schwerwiegendes unerwünschtes Ereignis (SUE) (von englisch serious adverse event, SAE) ist ein schwerwiegender Vorfall, der im Rahmen einer klinischen Studie mit Arzneimitteln oder Medizinprodukten bei einem Patienten oder Versuchspersonen auftritt.

## Rechtliche Vorgaben
Laut GCP-Verordnung und deutschem Arzneimittelgesetz bzw. Medizinproduktegesetz gelten alle unerwünschten Ereignisse als schwerwiegend, die:
- den Tod eines Probanden zur Folge haben,
- unmittelbar lebensbedrohend sind,
- einen unvorhergesehenen Krankenhausaufenthalt oder die Verlängerung eines Krankenhausaufenthalts erforderlich machen,
- eine kongenitale Anomalie oder einen Geburtsfehler nach sich ziehen oder
- eine bleibende oder schwerwiegende Behinderung oder Invalidität zur Folge haben.

Dabei spielt zunächst keine Rolle, ob das SUE in einem ursächlichen Zusammenhang mit der Studie steht oder nicht; entscheidend ist allein der zeitliche Zusammenhang.
Tritt ein SUE auf, muss der Prüfer unverzüglich den Sponsor der Studie benachrichtigen. Besteht der Verdacht auf einen kausalen Zusammenhang mit der Prüfsubstanz oder dem Prüfverfahren und kann das Ereignis nicht als erwartet eingestuft werden, ist der Sponsor der Studie verpflichtet, alle zuständigen Gesundheitsbehörden und alle zuständigen Ethikkommissionen zu informieren sowie die für die Pharmakovigilanz zuständige Abteilung des entsprechenden Herstellers von dem SUE in Kenntnis zu setzen. Darüber hinaus schreibt die GCP-Verordnung auch eine ausführliche Dokumentation des SUE vor.

## Bekannte schwerwiegende unerwünschte Ereignisse
Am 17. September 1999 verstarb ein Proband, der an angeborenem Ornithin-Transcarbamylase-Mangel litt, beim Versuch, seine Erbkrankheit durch Übertragung eines gesunden Ornithin-Transcarbamylase-Gens mittels eines Adenovirus-Vektors zu heilen, an massivem Immunversagen. Das Immunversagen wurde durch das Adenovirus, das als Genfähre diente, ausgelöst.
Am 13. März 2006 erkrankten sechs zuvor gesunde Freiwillige lebensgefährlich, nachdem ihnen im Rahmen einer Arzneimittelstudie die bis dahin als unbedenklich eingestufte Prüfsubstanz TGN1412 verabreicht worden war.
Am 15. Januar 2016 starb ein Patient durch das Medikament BIA 10-2474 der portugiesischen Pharmafirma BIAL, einen Hemmer der Fettsäureamid-Hydrolase FAAH. Der Tod ereignete sich in der klinischen Dosierungsfindungsphase (Phase-1-Studie), als die gesunde Testperson zusammen mit fünf weiteren freiwilligen Probanden die vorgesehene Höchstdosis erhielt. Nach Aussagen des Klinikums litten vier Probanden unter Blutungen und Nekrosen unterschiedlicher Schwere im Zentralnervensystem. Die sechste Person stand unter Beobachtung.